# Kanton Ribeauvillé

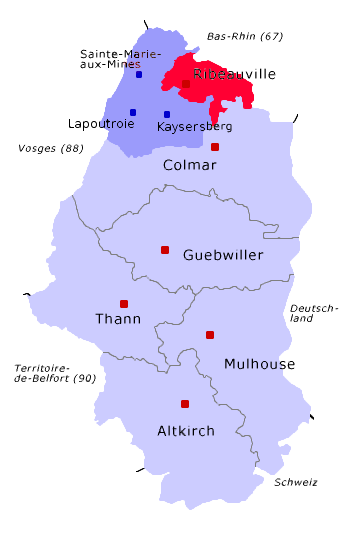
Lage des Kantons Ribeauvillé im Oberelsass

Der Kanton Ribeauvillé war bis 2015 ein Wahlkreis im französischen Département Haut-Rhin. Der Kanton lag im Arrondissement Ribeauvillé und besaß neben dem Hauptort Ribeauvillé noch die Gemeinden:
- Bergheim,
- Guémar,
- Hunawihr,
- Illhaeusern,
- Ostheim,
- Rodern,
- Rorschwihr,
- Saint-Hippolyte und
- Thannenkirch.

Am 22. März 2015 wurde der Kanton aufgelöst.